# العلاقات الأفغانية البوليفية
العلاقات الأفغانية البوليفية هي العلاقات الثنائية التي تجمع بين أفغانستان وبوليفيا.

## مقارنة بين البلدين
هذه مقارنة عامة ومرجعية للدولتين:
| وجه المقارنة                                              | أفغانستان                    | بوليفيا                                          |
| --------------------------------------------------------- | ---------------------------- | ------------------------------------------------ |
| المساحة (كم2)                                             | 652.23 ألف                   | 1.10 مليون                                       |
| عدد السكان (نسمة)                                         | 34.94 مليون                  | 11.05 مليون                                      |
| الكثافة السكانية (ن./كم²)                                 | 53.57                        | 10.05                                            |
| العاصمة                                                   | كابل                         | سوكري، لاباز                                     |
| اللغة الرسمية                                             | اللغة البشتوية، اللغة الدرية | اللغة الإسبانية، اللغة الأيمرية، كتشوا، غوارانية |
| العملة                                                    | أفغاني                       | بوليفاريو بوليفي                                 |
| الناتج المحلي الإجمالي (بليون دولار)                      | 20.82 مليار                  | 37.51 مليار                                      |
| الناتج المحلي الإجمالي (تعادل القوة الشرائية) بليون دولار | 62.62 مليار                  | 74.58 مليار                                      |
| الناتج المحلي الإجمالي الاسمي للفرد دولار أمريكي          | 594                          | 3.08 ألف                                         |
| الناتج المحلي الإجمالي للفرد دولار أمريكي                 | 1.93 ألف                     | 6.63 ألف                                         |
| مؤشر التنمية البشرية                                      | 0.479                        | 0.662                                            |
| رمز المكالمات الدولي                                      | +93                          | +591                                             |
| رمز الإنترنت                                              | .af                          | .bo                                              |
| المنطقة الزمنية                                           | ت ع م+04:30                  | 00                                               |

## منظمات دولية مشتركة
يشترك البلدان في عضوية مجموعة من المنظمات الدولية، منها:
| علم المنظمة | اسم المنظمة                        | تاريخ انضمام أفغانستان | تاريخ انضمام بوليفيا |
| ----------- | ---------------------------------- | ---------------------- | -------------------- |
|             | الاتحاد البريدي العالمي            | ?                      | ?                    |
|             | مؤسسة التنمية الدولية              | 2 فبراير 1961          | 21 يونيو 1961        |
|             | منظمة حظر الأسلحة الكيميائية       | ?                      | ?                    |
|             | الأمم المتحدة                      | 19 نوفمبر 1946         | 14 نوفمبر 1945       |
|             | وكالة ضمان الاستثمار متعدد الأطراف | 16 يونيو 2003          | 3 أكتوبر 1991        |
|             | منظمة الشرطة الجنائية الدولية      | ?                      | ?                    |
|             | مؤسسة التمويل الدولية              | 23 سبتمبر 1957         | 20 يوليو 1956        |
|             | البنك الدولي للإنشاء والتعمير      | 14 يوليو 1995          | 27 ديسمبر 1945       |
|             | الاتحاد الدولي للاتصالات           | 12 أبريل 1928          | 1 يونيو 1907         |
|             | يونسكو                             | 4 مايو 1948            | 13 نوفمبر 1946       |

## وصلات خارجية
- موقع وزارة الخارجية الأفغانية
- موقع وزارة الخارجية البوليفية